# Acionna
Acionna est une divinité de la Gaule romaine, liée aux eaux. Son existence est attestée dans l'Orléanais.

## La stèle d'Acionna
En 1822, Jean-Baptiste Jollois, un des « inventeurs » de l'archéologie orléanaise, réalisa des sondages sur l'emplacement de la « fontaine de l'Étuvée », une ancienne source artificiellement tarie qu'il était alors question de redécouvrir pour alimenter en eau les fontaines publiques de la ville.
Il mit au jour, dans ce qui lui paraissait être un ancien puisard, une stèle approximativement carrée (0,60 × 0,55 m) portant une inscription votive. D'après son style, elle pourrait dater du IIe siècle. La  gravure en est soignée et la lecture ne présente aucune difficulté :
AUG(ustae) ACIONNAE

SACRUM

CAPILLUS ILLIO

MARI F(ilius) PORTICUM

CUM SUIS ORNA

MENTIS V(otum) S(olvit) L(ibens) M(erito)
« Consacré à Augusta Acionna, Capillus fils d'Illiomarus, (a offert) ce portique avec ses ornements. Il s'est acquitté de son vœu de bon gré, comme il est juste »

## Une divinité des eaux
Acionna est inconnue par ailleurs, mais la finale en -onna indique indiscutablement un nom gaulois latinisé. La découverte de sa stèle dans une ancienne fontaine suggère une divinité liée aux eaux. Son nom peut être rapproché du nom de l'Essonne - Axiona, Exona, dans les textes médiévaux - qui prend sa source dans la déclivité nord de la forêt d'Orléans. (Le cours supérieur de cette rivière s'appelle aujourd'hui l'Œuf » et ne prend le nom d'« Essonne » qu'après sa jonction avec la Rimarde). Une autre rivière de la forêt d'Orléans, l'« Esse » ou « Ruisseau des Esses » qui, elle, s'écoule vers le sud, porte peut-être le même nom. L'Esse se jette dans la Bionne, au nom certainement celtique.
Acionna avait probablement son sanctuaire à la Fontaine de l'Etuvée sur la commune d'Orléans. En effet, les vestiges d'un temple gallo-romain, ainsi qu'un tronçon d'aqueduc, ont été mis au jour en 2007, lors de fouilles archéologiques.

## Capillus fils d'Illiomarus
On notera aussi que Capillus — nom latin — est le fils d'un Illiomarus au nom nettement gaulois. À se fier à l'anthroponymie, Capillus peut apparaître comme représentant la seconde génération d'une lignée de notables romanisés, mais qui n'a pas oublié, en cas de nécessité, le recours aux divinités traditionnelles.
La stèle d'Acionna, déposée au jeune Musée historique d'Orléans après sa découverte, a disparu. Mais Jollois l'avait fait dessiner et reproduire en lithographie. Surtout, le Musée des Antiquités nationales a eu le temps d'en prendre un moulage qui se trouve aujourd'hui au musée d'Orléans.